# Huilicheremaeus atypicus
Huilicheremaeus atypicus är en kvalsterart som först beskrevs av Sandór Mahunka 1984.  Huilicheremaeus atypicus ingår i släktet Huilicheremaeus och familjen Licneremaeidae. Inga underarter finns listade i Catalogue of Life.